# Claoxylon sanctae-crucis
Claoxylon sanctae-crucis är en törelväxtart som beskrevs av Airy Shaw. Claoxylon sanctae-crucis ingår i släktet Claoxylon och familjen törelväxter.
Artens utbredningsområde är Santa Cruzöarna. Inga underarter finns listade i Catalogue of Life.